# Asfaltowa dżungla
Asfaltowa dżungla (ang. The Asphalt Jungle) – amerykański dramat sensacyjny z 1950 roku w reżyserii Johna Hustona.

## Obsada
- Marilyn Monroe jako Angela Phinlay
- Sterling Hayden jako Dix Handley
- Louis Calhern jako Alonzo D. Emmerich
- Jean Hagen jako Doll Conovan
- James Whitmore jako Gus Minissi
- Sam Jaffe jako Doc Erwin Riedenschneider
- John McIntire jako komisarz Hardy
- Marc Lawrence jako Cobby
- Brad Dexter jako Bob Brannom
- Barry Kelley jako porucznik Ditrich
- Anthony Caruso jako Louis Ciavelli

## Fabuła
Pewien złodziej po wyjściu z więzienia decyduje się na ostatni skok w swej karierze, chcąc ukraść dużą ilość biżuterii. Jego wspólnicy to kierowca, włamywacz i zabójca, a „przedsięwzięcie” ma sfinansować pewien adwokat-bankrut. Wkrótce gangsterzy wpadają w poważne tarapaty.